# Vice-presidente do Irão

O vice-presidente do Irão (em persa: معاون رئیس‌جمهور ایران) é definido no artigo 124 da Constituição do Irão, como qualquer pessoa nomeada pelo Presidente do Irão para liderar uma organização relacionada aos assuntos presidenciais. Desde agosto de  2019, existem 12 vice-presidentes no Irão. O Primeiro Vice-Presidente (em persa: معاون‌اول) é o mais importante, pois lidera as reuniões do gabinete na ausência do presidente.